# Баун, Герман
Ге́рман Ба́ун (нем. Hermann Baun; 17 декабря 1897—1951) — сотрудник германской военной разведки; подполковник (1945).
Уроженец Одессы. В 1921—1937 гг. — сотрудник германских консульств в Одессе, Киеве и Харькове.
C 1939 сотрудник абвера, майор; с июня 1941 по май 1945 года — начальник отдела «Валли I».
В апреле 1945 года Баун, Гелен и его помощник Герхард Вессель договорились о переходе к американцам вместе со всеми архивами и картотеками агентуры (т.н. Бад-Эльстерское соглашение).
Сдавшись в плен в районе Мюнхена, он содержится в различных лагерях, пока, оказавшись под Оберурзелем, не заявляет о своей готовности сотрудничать с американской разведкой.
Летом 1945 под руководством генерала Сиберта Баун создаёт и участвует в работе разведывательной группы в районе Таунус. С марта 1946 года группа ведёт активную деятельность. Также согласившегося на сотрудничество Гелена, поначалу не информируют об этом.
Несколько позже, с согласия американского оккупационного командования и при его финансировании создана единая германская разведывательная организация — «Организации Гелена» (ОГ), в которой Баун (и всё тот же Вессель) назначены помощниками Гелена.
В апреле 1947 года, проявивший излишнюю, по мнению Гелена, самостоятельность и некоторую зашоренность (сводившуюся к неготовности учитывать политическую конъюнктуру в деятельности разведслужбы), а также неразборчивость в выборе объектов вербовки, Баун назначен на другую должность, оставив свой пост ранее работавшему в отделе 1-Ц Абвера Дильбергу (он же Динглер).
В декабре 1951 года Баун был вынужден окончательно покинуть ОГ. Предлогом стали финансовые нарушения.